# Fréderike Geerdink
Fréderike Geerdink (Hengelo, 1970) is een Nederlands journalist.

## Achtergrond
Ze studeerde van 1988 tot 1992 journalistiek aan de Christelijke Hogeschool Windesheim en werkte voor Elle, Sanoma Uitgevers en Viva, waarna ze in 2000 begon als freelance journalist. Sinds 2006 was ze correspondent in Turkije met sinds 2012 als standplaats Diyarbakır. Ze werkt voor onder meer de Nederlandse media, ANP, Het Parool en De Groene, en voor de Engelse krant The Independent.

## Koerdische kwestie
Geerdink schrijft veel over de positie van de Koerden. In 2014 verscheen van haar een boek met de titel "De jongens zijn dood" over het Turkse bombardement in het district Uludere van Zuidoost-Turkije in december 2011, waarbij tientallen Koerdische dorpsbewoners omkwamen. Tot augustus 2015 hield Geerdink een weblog bij met de naam Kurdish Matters, waarin ze over de Koerdische kwestie schreef.
Op 6 januari 2015 werd Geerdink enkele uren vastgehouden in de Turks stad Diyarbakır op verdenking van terroristische propaganda voor de PKK. De Nederlandse minister Bert Koenders van Buitenlandse Zaken was op dat moment ook in Turkije, waar hij de bewindslieden van Turkije liet weten dat dit soort intimidatie van journalisten onaanvaardbaar was. In april 2015 vroeg de Turkse aanklager om vrijspraak omdat Geerdink op basis van de Turkse antiterreurwet niet kan worden veroordeeld, een aantal dagen later werd ze vrijgesproken.
In de zomer van 2015 mislukte het vredesproces met de PKK, waarna de gevechten tussen het Turkse leger en de PKK weer oplaaiden. Tijdens de gevechten maakte Geerdink een reportage over een groep demonstranten van de pro-Koerdische oppositiepartij HDP, die een menselijk schild probeerden te vormen tussen de PKK en het Turkse leger in. Geerdink werd op zondag 6 september 2015 samen met de HDP-demonstranten opgepakt in het zuidoosten van Turkije, omdat ze in verboden gebied zou zijn geweest. Nadat ze drie nachten in een Turkse cel had doorgebracht, werd ze op 9 september door de Turkse autoriteiten het land uitgezet, waarna ze terug in Nederland kwam.
Van mei 2016 tot juni 2017 verbleef ze een jaar in een trainingskamp van de PKK in Noord-Irak, om informatie te verzamelen over de Koerdische beweging voor haar boek "Dit vuur dooft nooit".
Ze keerde daarna terug naar Noord-Irak om daar als correspondent te werken. Op 13 juli 2022 werd Geerdink opgepakt door de politie in de Koerdische Autonome Regio van Irak. Dat gebeurde toen ze de grens wou oversteken naar Syrië om verslag te doen over de situatie van de Koerden in Noord-Syrië. Geerdink werd vervolgens naar het vliegveld van Erbil gebracht en daarna per vliegtuig het land uitgezet. Een reden voor haar uitzetting werd niet genoemd, maar Geerdink denkt zelf dat het komt door de invloed van de Turkse president Erdoğan op de regio.
Op 16 augustus 2022 beweerde ze tijdens een interview voor het radioprogramma "Nooit meer slapen", dat de PKK absoluut geen terroristische organisatie is. Dat veel Europese landen de PKK wel als zodanig erkennen, was volgens haar slechts een geopolitieke kwestie.

## Zwartepietendebat
Fréderike Geerdink was een actievoerder tegen Zwarte Piet. In november 2017 zat ze in een van de Kick Out Zwarte Piet-bussen richting Dokkum die tegengehouden werd door de 'blokkeerfriezen'.